# СибНИВИ
СибНИВИ — посёлок в Омском районе Омской области России. Входит в состав Андреевского сельского поселения.
Население 76 чел. (2010) .

## История
В соответствии с Законом Омской области от 30 июля 2004 года № 548-ОЗ «О границах и статусе муниципальных образований Омской области» населённый пункт вошёл в состав образованного муниципального образования «Андреевское сельское поселение».

## География
Населённый пункт находится на юге центральной части Омской области, в лесостепной зоне, в пределах Барабинской низменности.
Абсолютная высота — 109 м над уровнем моря.

## Население
| 2006 | 2010 |
| ---- | ---- |
| 123  | ↘76  |

Гендерный состав
По данным Всероссийской переписи населения 2010 года в гендерной структуре населения из 76 человек мужчин — 39, женщин — 37	(51,3 и 48,7 % соответственно)
Национальный состав
Согласно результатам переписи 2002 года, в национальной структуре населения русские составляли 81 % от общей численности населения в 87 чел..

## Инфраструктура
Сибирский научно исследовательский ветеринарный институт.

## Транспорт
Просёлочные дороги.